# ザ・リッツ・カールトン福岡
ザ・リッツ・カールトン福岡（ザ・リッツ・カールトンふくおか、英称:The Ritz-Carlton Fukuoka）とは、福岡市中央区大名にあるザ・リッツ・カールトングループのホテルである。

## 概要
2023年（令和5年）6月21日、ザ・リッツ・カールトンの日本国内で7番目のホテルとして開業。福岡市中央区の大型再開発事業「天神ビッグバン」の一環で旧大名小学校跡地に2022年12月に竣工した福岡大名ガーデンシティ・タワー（オフィス・ホテル棟）の地上1階にホテルエントランス、3階にウェディングチャペル、18階にロビー〜24階に入居している。

## 施設
- 幻珠（日本料理）
- Viridis(西洋料理)
- Diva（カフェ）
- ザ・ロビーラウンジ＆バー（バーラウンジ）
- Bay(グリル＆バー)
- チャペル
- ボールルーム
- 会議室
- 屋内プール
- フィットネスセンター
- ザ・リッツ・カールトン スパ